# Toshihiro Hattori
Toshihiro Hattori (Shizuoka, 23 de setembro de 1973) é um ex-futebolista profissional japonês, defensor, que disputou a Copa do Mundo de 1998 e 2002.

## Carreira
Toshihiro Hattori representou a Seleção Japonesa de Futebol nas Olimpíadas de 1996. E também integrou a Seleção Japonesa de Futebol na Copa América de 1999.

## Títulos
Japão
- Copa da Ásia: 2000